# Оллуорт, Эдвард Кристофер
Эдвард Кристофер Оллуорт (6 июля 1895 – 24 июня 1966) – офицер армии США, участник Первой мировой войны.
Родился в Бэтл-граунд, штат Вашингтон. В 1916 году окончил университет штата Орегон. Вступил в армию в Корваллисе, штат Орегон в 1917 году. Вступил в ряды 60-го пехотного полка пятой пехотной дивизии. 5 ноября 1918 года за несколько дней до перемирия Оллуорт и его рота стали переходить канал и реку Мёз по мосту близ деревни Клери-лё-Пти. Вражеские снаряды разрушили мост, и рота оказалась разделённой надвое. Оллуорт и несколько его людей переплыли реку под вражеским огнём. Он возглавил атаку которая отбросила врага на километр, американцы захватили плацдарм и сотню пленных.
За этот подвиг Оллуорт в 1919 году удостоился медали Почёта. В 1925 году Оллуорт устроился на работу в университет штата Орегон где занимал посты секретаря ассоциации выпускников, секретаря Совета управляющих Мемориального союза и управляющим Мемориального союза. Оллуорт опубликовал сборник мемуаров под названием «Документы Эдварда К. Оллуорта, 1954–1963» (Edward C. Allworth Papers, 1954-1963). В 1963 году ушёл на покой и 24 июня 1966 года скончался в г. Портленд, штат Орегон.

## Наградная надпись к медали Почёта

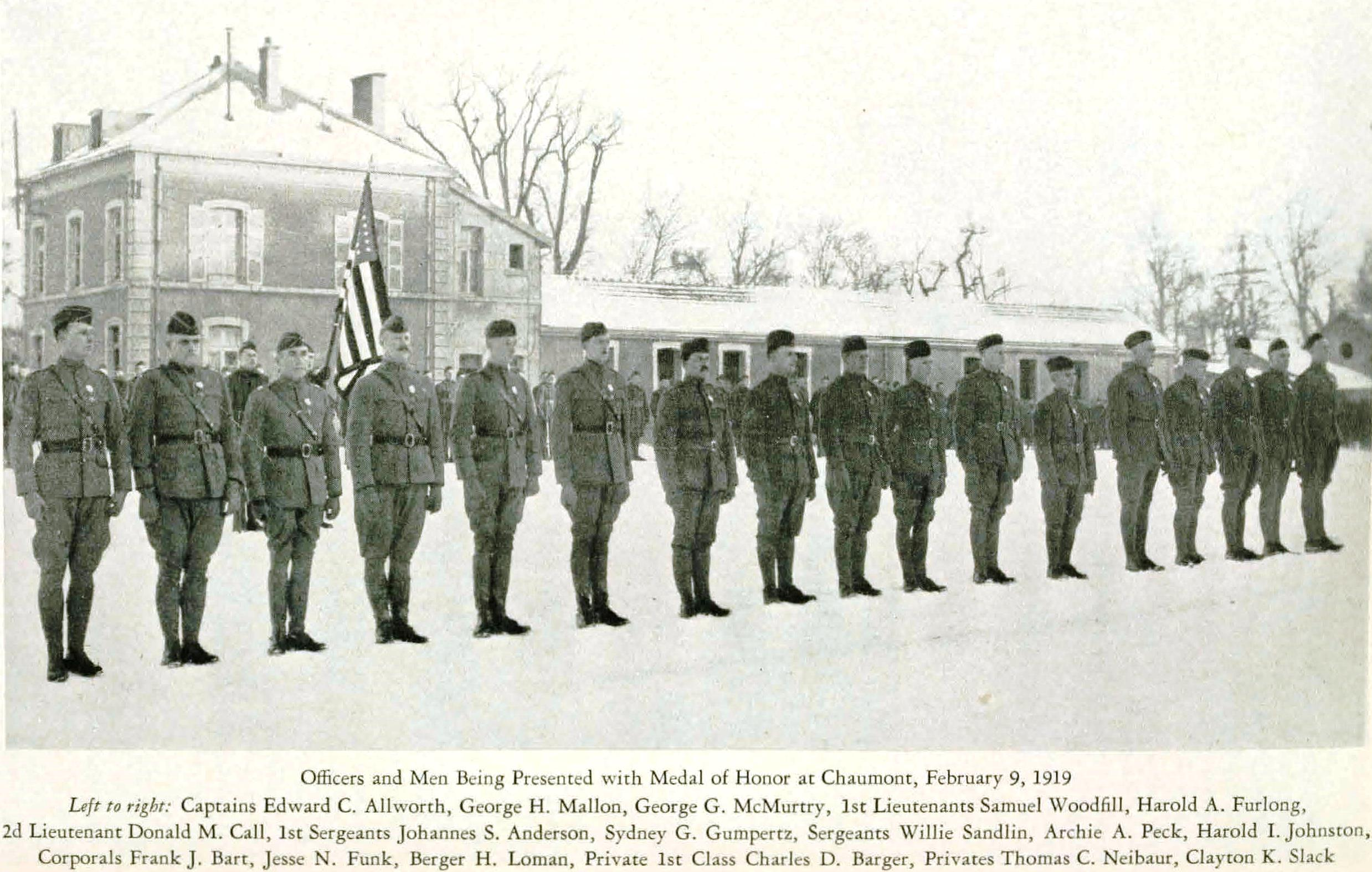
Церемония награждения медалью Почёта, 9 февраля 1919 года, Шомон, Франция. Медали вручает генерал Джон Першинг.

- Место и дата: у Клери-лё-Пти, Франция, 5 ноября 1918 года.
- Поступил на службу в: Корваллис, штат Орегон
- Родился: 6 июля 1895, Кроуфорд, Вашингтон
- Общие приказы: Военный департамент,  Общие приказы No. 16 (22 января 1919).

Когда его рота переходила через канал и реку Мёз у плацдарма напротив деревни Клери-лё-Пти, мост был разрушен снарядным обстрелом и отряд капитана Оллуорта оказался разделён, часть на западном берегу а часть на восточном. Заметив, что передовые подразделения его отряда медленно продвигаются вверх по крутому склону, офицер взобрался на берег канала и приказал своим людям следовать за ним. Он нырнул в канал и вместе со своими людьми переплыл его под огнём противника. Вдохновив своих людей этим примером доблести, он повёл их вверх по склону к передовым взводам, оказавшимся под сильным давлением. Отряд, который он вёл лично, отбросил врага на километр, захватил пулемётные гнёзда и сотню пленных, число их превысило численность отряда Оллуорта. Необычайное мужество и лидерство, проявленные капитаном Оллуортом позволили основать плацдарм на другом берегу канала и обеспечить успешное наступление других войск.
Оригинальный текст (англ.)
Rank and organization: Captain, U.S. Army, 60th Infantry, 5th Division.
Place and date: At Clery-le-Petit, France, November 5, 1918.
Entered service at: Corvallis, Oregon
Born: July 6, 1895, Crawford, Washington
General Orders: War Department, General Orders No. 16 ( January 22, 1919).
Citation:
While his company was crossing the Meuse River and canal at a bridgehead opposite Clery-le-Petit, the bridge over the canal was destroyed by shell fire and Capt. Allworth's command became separated, part of it being on the east bank of the canal and the remainder on the west bank. Seeing his advance units making slow headway up the steep slope ahead, this officer mounted the canal bank and called for his men to follow. Plunging in he swam across the canal under fire from the enemy, followed by his men. Inspiring his men by his example of gallantry, he led them up the slope, joining his hard-pressed platoons in front. By his personal leadership he forced the enemy back for more than a kilometer, overcoming machinegun nests and capturing 100 prisoners, whose number exceeded that of the men in his command. The exceptional courage and leadership displayed by Capt. Allworth made possible the re-establishment of a bridgehead over the canal and the successful advance of other troops.

## Награды и знаки отличия

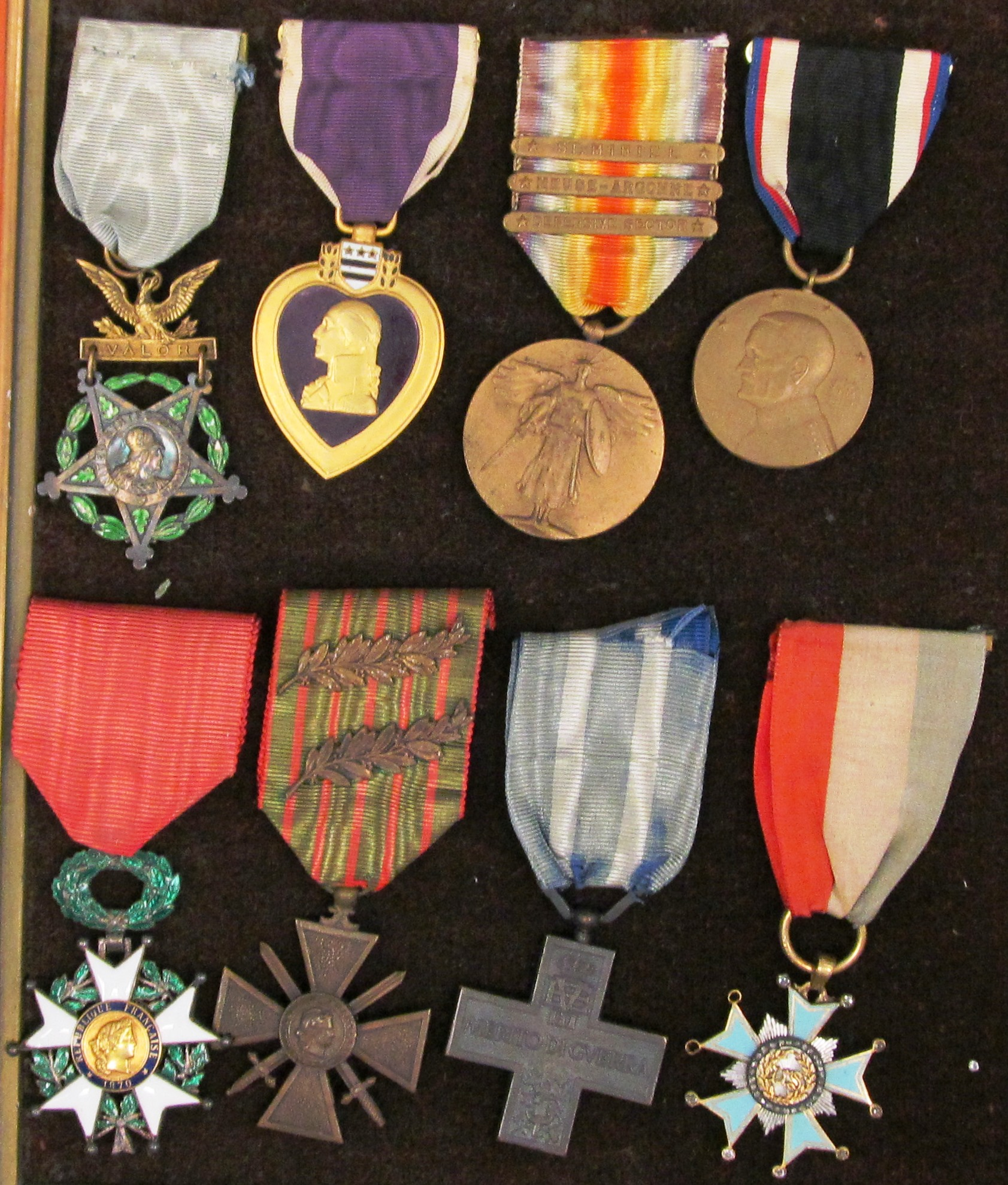
Награды.

Allworth's military decorations and awards include:
|  |                                                                                      |  |
|  | Бронзовая звезда за службу · Бронзовая звезда за службу · Бронзовая звезда за службу |  |
|  |                                                                                      |  |

| 1st row | Медаль Почёта                           | Медаль Почёта                           | Медаль Почёта                           | Медаль Почёта | Медаль Почёта | Медаль Почёта | Медаль Почёта                         |                                       |                                       |
| 2nd row | Пурпурное сердце                        | Пурпурное сердце                        | Пурпурное сердце                        | Медаль Победы в Первой мировой войн с тремя бронзовыми служебными звёздами и боевые пряжки на наградной леточке «Сен-Миель», «Мёз-Аргонн» и «Оборонительный сектор» для обозначения отличия за соответствующие бои. | Медаль Победы в Первой мировой войн с тремя бронзовыми служебными звёздами и боевые пряжки на наградной леточке «Сен-Миель», «Мёз-Аргонн» и «Оборонительный сектор» для обозначения отличия за соответствующие бои. | Медаль Победы в Первой мировой войн с тремя бронзовыми служебными звёздами и боевые пряжки на наградной леточке «Сен-Миель», «Мёз-Аргонн» и «Оборонительный сектор» для обозначения отличия за соответствующие бои. | Медаль Оккупационной армии в Германии | Медаль Оккупационной армии в Германии | Медаль Оккупационной армии в Германии |
| 3rd row | Орден Почётного легиона, степень рыцаря | Орден Почётного легиона, степень рыцаря | Орден Почётного легиона, степень рыцаря | Военный крест с двумя бронзовыми пальмовыми ветвями (Франция) | Военный крест с двумя бронзовыми пальмовыми ветвями (Франция) | Военный крест с двумя бронзовыми пальмовыми ветвями (Франция) | Крест «За боевые заслуги» (Италия)    | Крест «За боевые заслуги» (Италия)    | Крест «За боевые заслуги» (Италия)    |